# Momiji Nishiya
Momiji Nishiya (Prefectura de Osaka, 30 de agosto de 2007) es una patinadora japonesa, ganadora de la medalla de oro de los Juegos Olímpicos de Tokio 2020.

## Carrera
Nishiya compitió en 2019 en los X Games de Verano donde, con una puntuación de 90.00, ganó la medalla de plata.
Dos años después, en 2021, compitió en el Campeonato del Mundo de Street Skateboarding donde ganó nuevamente la medalla de plata.
En junio de 2021, Nishiya ocupaba el quinto puesto en la clasificación mundial de skateboarding olímpico y se clasificó para los Juegos Olímpicos de Tokio 2020. Compitió en la prueba de skateboarding femenil, donde obtuvo una puntuación de 15,26 y ganó la medalla de oro, obteniendo la medalla de plata la brasileña Rayssa Leal. Nishiya se convirtió así en la primera campeona olímpica de skateboarding de la historia.
Además, con 13 años y 330 días, es una de las medallistas de oro olímpicas más jóvenes de la historia, siendo la más joven en obtener el oro en una prueba individual desde la estadounidense Marjorie Gestring, que lo logró en trampolín durante los Juegos Olímpicos de Berlín 1936 a los 13 años y 268 días de edad.